# Goera fijiana
Goera fijiana là một loài trong họ Goeridae. Chúng phân bố ở miền Australasia.